# Bruno bitume
Il bruno bitume, detto anche asfalto o mummia è una sorta di pigmento bruno, in realtà una resina fossile (asfalto) che impregna una roccia calcarea facilmente fusibile.
Il bruno bitume non secca mai e questo ha determinato vari problemi ai dipinti (principalmente dal XIV secolo al XVII secolo) nei quali è stato applicato.

## Caratteristiche
Alla minima variazione di calore, il bruno bitume cola e una gran quantità di quadri si sono rovinati per questo motivo. Se però si mette sotto una superficie gessosa, in forma molto liquida, perde l'effetto negativo di spandersi; inoltre come caratteristiche positive si possono elencare la possibilità di usarlo per velature sottilissime, come patina dorata e come protezione da gas nocivi.

## Autori
Tra gli autori che hanno usato l'asfalto o bruno bitume si possono ricordare Raffaello e alcuni maestri fiamminghi, limitatamente alle ombre aggiungendovi oli inspessiti e litargirio come essiccante.

## Fabbricazione
Sebbene si dica che con mummia o bruno mummia nei secoli passati s'intendesse un colorante composto da pece, mirra e carne presa da antiche mummie umane oppure da corpi imbalsamati nel bitume di ebrei e cristiani nel Levante, con alcune sostanze aromatiche è più che possibile che il più delle volte sia stato sempre prodotto da bitume o asfalto e nient'altro, anche perché nei secoli passati con mumia, mumie o momie s'intendeva spesso il bitume. Oggi il pigmento in commercio è più spesso prodotto sinteticamente.